# Hell Hath No Fury
Albums de Clipse
Lord Willin'
(2002) Til the Casket Drops
(2009)
Singles
1. Mr. Me Too
Sortie : 23 mai 2006
2. Wamp Wamp (What It Do)
Sortie : 31 octobre 2006

Hell Hath No Fury est le deuxième album studio du groupe américain Clipse, sorti le 28 novembre 2006, sur les labels Re-Up, Star Trak et Jive.

## Historique
Fort du succès de Lord Willin', Clipse se lance dans l'élaboration d'un nouvel album dès 2003. Le groupe rencontre des problèmes avec le label Jive Records, entrainant une situation tendue entre les deux parties et l'arrêt provisoire de la conception de l'album. En effet, Arista Records fusionne avec Jive et à cause de complications contractuelles, Clipse se voit contraint de rester chez ce dernier. Alors que le groupe reprend le travail sur l'album, sa sortie est retardée par Jive tout au long de l'année 2004 et une grande partie de 2005. Des retards supplémentaires surviennent lorsque Clipse décide de poursuivre Jive après que le label ait refusé de les libérer de son contrat. Ces questions juridiques ne seront pas résolues avant mai 2006. Hell Hath No Fury sort finalement le 28 novembre 2006.
Abordant toujours les mêmes sujets que sont la drogue ou la vie de gangster, Hell Hath No Fury est beaucoup plus sombre et mature que son prédécesseur.

## Réception
Hell Hath No Fury est acclamé par la presse spécialisée, obtenant un score de 89 sur 100 sur le site Metacritic, basé sur vingt-neuf critiques.

## Liste des titres
| No  | Titre                                             | Auteur                                                                                  | Durée |
| --- | ------------------------------------------------- | --------------------------------------------------------------------------------------- | ----- |
| 1.  | We Got It for Cheap (Intro)                       | Terrence Thornton, Gene Thornton, Pharrell Williams                                     | 3:41  |
| 2.  | Momma I'm So Sorry                                | T. Thornton, G. Thornton, Williams                                                      | 3:57  |
| 3.  | Mr. Me Too (featuring Pharrell Williams)          | T. Thornton, G. Thornton, Williams                                                      | 3:41  |
| 4.  | Wamp Wamp (What It Do) (featuring Slim Thug)      | T. Thornton, G. Thornton, Williams, Stayve Thomas                                       | 4:00  |
| 5.  | Ride Around Shining (featuring Ab-Liva)           | T. Thornton, G. Thornton, Williams, Rennard East                                        | 3:56  |
| 6.  | Dirty Money                                       | T. Thornton, G. Thornton, Williams                                                      | 3:46  |
| 7.  | Hello New World                                   | T. Thornton, G. Thornton, Williams                                                      | 4:12  |
| 8.  | Keys Open Doors                                   | T. Thornton, G. Thornton, Williams                                                      | 3:19  |
| 9.  | Ain't Cha (featuring Re-Up Gang)                  | T. Thornton, G. Thornton, Williams, East, Charles Patterson                             | 4:42  |
| 10. | Trill                                             | T. Thornton, G. Thornton, Williams                                                      | 4:43  |
| 11. | Chinese New Year (featuring Roscoe P. Coldchain)  | T. Thornton, G. Thornton, Williams, Amin Porter                                         | 3:54  |
| 12. | Nightmares (featuring Bilal et Pharrell Williams) | T. Thornton, G. Thornton, Williams, Bilal Oliver, Willie Dennis, Brad Jordan, Doug King | 4:50  |

Note
- Momma I'm So Sorry, Dirty Money, Hello New World, Trill et Chinese New Year comprennent des voix additionnelles de Pharrell Williams.

## Classements hebdomadaires
| Classement (2006)                   | Meilleure position |
| ----------------------------------- | ------------------ |
| États-Unis (Billboard 200)          | 14                 |
| États-Unis (Top R&B/Hip-Hop Albums) | 2                  |